# Fuerza de Tareas 10
La Fuerza de Tareas 10 (FT 10) «Reserva Aeronaval» fue una de las 11 fuerzas de tareas establecidas por la Armada Argentina de acuerdo al Plan de Capacidades de la Armada de 1975, durante el terrorismo de Estado en Argentina en la década de 1970. Su unidad cabecera fue el Comando de la Aviación Naval.

## Historia
En noviembre de 1975, el Comando de Operaciones Navales de la Armada Argentina redactó el Plan de Capacidades de la Armada de 1975 (PLACINTARA/75) que establecía la creación de 11 fuerzas de tareas preparadas para incrementar la capacidad naval en el régimen terrorista de Estado. Su función principal fue cumplir los requerimientos de transporte aéreo. La Base Aeronaval Punta Indio constituyó la fuerza de tareas de la Reserva Aeronaval.

## Organización
La FT 10 fue integrada por las unidades de la Aviación Naval con excepción de aquellas que estuvieron en otras fuerzas de tareas.
- Comando de la Aviación Naval
- Base Aeronaval Punta Indio